# Manuel Díaz Rubio
Manuel Díaz Rubio Lurueña, (Madrid, 23 de febrero de 1908-ibidem, 5 de marzo de 1976). Médico español. Destacó en el estudio de las enfermedades del hígado. Es considerado como el creador de la especialidad de Hepatología en España.

## Biografía
Nació en Madrid el 23 de febrero de 1908, realizando sus estudios en la Facultad de Medicina de la Universidad de Madrid. Fue alumno interno, por oposición, del Hospital de San Carlos y del Hospital General de la Beneficencia Provincial. En 1930 obtuvo el grado de licenciado y en 1932 el de doctor con la tesis La significación clínica de la lactacidemia en ambas con premio extraordinario. Ese mismo año ganó, por oposición, la plaza de médico interno del Hospital de San Carlos, y ayudante de clases prácticas de la Cátedra de Patología Médica regentada por el que sería su maestro, el profesor Carlos Jiménez Díaz. En 1935 fue pensionado por la Real Academia Nacional de Medicina para ampliar estudios en Viena con Julius Bauer en la Allgemeine Poliklinik y en la Allgemeine Krankenhaus con Hans Eppinger sobre problemas metabólicos y hematológicos, y más tarde en Múnich con los profesores Wilhelm Stepp y Alfred Schittemhelm sobre correlación vitamínica. Su preocupación por las enfermedades del hígado nació junto a su maestro Jiménez Díaz y en su estancia en Viena junto a Eppinger donde además conocería a Hans Popper, con el que mantendría a lo largo de su vida una estrecha relación.
En 1936 obtuvo, por oposición, la Cátedra de Patología y Clínica Médicas de la Facultad de Medicina de Cádiz. En 1950, se trasladó a la cátedra de igual denominación en la Facultad de Medicina de Sevilla, y en 1961, por concurso de traslado, a la de la Facultad de Medicina de la Universidad Complutense de Madrid. En ambas creó un laboratorio de investigación a pesar de la escasez de recursos; allí se realizaron interesantes trabajos de investigación y un número considerable de tesis doctorales. Como anécdota cabe mencionar que el laboratorio se extendía a su propia casa donde montó uno, con su incubadora y todo el material necesario para sus estudios sobre la transmisión del virus de la hepatitis.

## Estudios y aportaciones
Sus aportaciones, aunque diversas, lo fueron ante todo en área del aparato digestivo y más concretamente en la hepatología. Estudió la presencia en el suero de inactivadores de la catepsina, demostrando que en el coma hepático existe una activación a diferencia de lo que ocurría en las cirrosis. Profundizó en la anatomía patológica de los diversos tipos de gastritis señalando la correlación anatomo-radiológica de ellas. Introdujo el concepto de gastropatía disfuncional, para expresar aquellas situaciones clínicas no acompañadas de lesión.
Sus estudios en el campo de las enfermedades del hígado fueron abundantes como queda recogido en el resumen de sus trabajos. Se ocupó del problema de las colestasis, el cáncer de hígado, el coma hepático, las hepatitis crónicas, etc.

### Estudio de la hepatitis
Especial interés mostró por las hepatitis agudas y su paso al estado crónico. Como era desconocida la causa de la hepatitis epidémica durante la década de los 40, acometió una serie de estudios sobre su transmisión, que fueron importantes y pioneros por sus resultados. Pensando en la posibilidad de que fuera un virus el responsable, inoculó heces diluidas en suero fisiológico de pacientes con hepatitis y controles sanos en la membrana corioalantoidea del pollo, observando, tras varios pases, la aparición de lesiones en dicha membrana en la totalidad de los sueros patológicos estudiados. Esto había sido conseguido, tan solo, por W. Siede y K. Luz aunque no en todos los casos estudiados. Las lesiones descritas por Díaz Rubio fueron 1) alteraciones de tipo regresivo que afectaban casi siempre a uno o dos elementos de la membrana corioalantoidea, 2) proliferación celular y 3) infiltración celular y edema.
Es de destacar que estos estudios emblemáticos, en los que puso un especial empeño, no llegó a publicarlos. Su presentación en 1948 en la Clínica de su maestro el profesor Jiménez Díaz levantó unas enormes expectativas por su precisa metodología y espectaculares resultados. Sin embargo tal entusiasmo en los asistentes no gustó a su maestro quien le planteó algunas cuestiones que fueron contestadas con precisión y energía. Su respeto por su maestro, y para evitar un desencuentro mayor, le hizo desistir de publicar sus resultados por lo que quedaron inéditos.
Sus aportaciones sobre los factores que intervienen en el estado crónico de las hepatitis, señalando como causas posibles la persistencia de la acción del virus, la creación de una inmunidad anormal y la coexistencia de una enfermedad bacteriana, fueron igualmente importantes. Igualmente interesante fueros sus estudios sobre las fracciones glucuronizadas de la bilirrubina corroborando la necesidad de la previa monoglucuronización para la diglucuronización de la bilirrubina, y como en la hiperbilirrubinemia posthepatitis debida a capilarización de los sinusoides predominaba la forma monogluronizada de la pequeña fracción de bilirrubina directa existente en sangre. Son de señalar sus aportaciones sobre la dieta insuficiente en las hepatopatías. Su gran experiencia durante la guerra civil, le permitió estudiar miles de enfermos con pelagra muchos de los cuales tenían una hepatopatía como enfermedad base observando el efecto negativo que la carencia de alimentos tenía sobre su evolución.

### Fundación
En 1966 fundó y dirigió hasta su fallecimiento la Escuela Profesional de Enfermedades de Aparato Digestivo y en 1975 el Servicio de Aparato Digestivo en el Hospital Clínico San Carlos. Fue el primer Director del Departamento de Medicina Interna.
Creó una importante escuela dentro de la Medicina Interna y Gastroenterología y Hepatología española destacando entre sus discípulos los formados en Cádiz, los de Sevilla y los de Madrid.

### Creador de la hepatología en España
Es considerado como el creador de la especialidad de Hepatología en España. En 1967 organizó la I Reunión Nacional de Hepatología donde participaron 44 ponentes, 2 conferencias magistrales y se presentaron 26 comunicaciones. En esa misma reunión se acordó la fundación de la Asociación Española de Hepatología de la que fue su primer Presidente.
Su decisión fue controvertida en el seno de la Sociedad Española de Patología Digestiva ya que los más conservadores no veían con buenos ojos la creación de una nueva Sociedad que pudiera competir con ella. Sin embargo primó en él un sentido práctico y conciliador, alejado de cualquier división, de forma que la Asociación fue integrada en el seno de la Sociedad como una filial, aprobándose sus estatutos por la autoridad competente el 6 de marzo de 1969. Su labor en este campo fue unánimemente reconocida incluso por los grupos más pujantes dentro de la Hepatología española. La Asociación Española de Hepatología cambió muchos años después su nombre por el actual, Asociación Española para el Estudio del Hígado, a imagen y semejanza de otras asociaciones internacionales.
El éxito fue notable y el número de socios se fue incrementando en los años siguientes. Las sociedades de hepatología en el mundo anteriores a la española era muy pocas destacando la American Association for the Study of Liver Diseases que había sido fundada en 1950 por Hans Popper, León Schiff, Fred Hoffbauer, Cecil Watson, Jesse Bollman y Sheila Sherlock, y la European Association for the Study of Liver Diseases que había sido creada un año antes que la española por Gustav Adolf Martini. A partir de los años 70 comenzaron a crearse otras como la Association Francaise pour l´Etude du Foie en 1975.

## Obra científica
Entre sus libros destacan:
- Patogenia y tratamiento de las cirrosis (Madrid, 1947)
- Síndrome nefrítico (Madrid, 1959)
- Cirrosis posthepatitis (Madrid, 1969)
- Lecciones de Patología Médica escritas prácticamente en solitario con sus tomos de Aparato Digestivo (1964) y Sistema Nervioso (1965).

Hay que añadir sus trabajos sobre otros campos de la medicina:
- Enfermedad de Casal (1941)
- Influencia del clima sobre la alergia (1951)
- Acción de ácido nicotínico sobre la glicemia, en normales, pelagrosos y otros estados patológicos (1946)
- Corteza adrenal y efecto linfocitopénico de la glucosa (1949)
- La acción linfocitopénica de la glucosa en la rata normal y adrenalectomizada (1949)
- Estudio electroforético de las proteínas del plasma y de la orina en las neuropatías (1956)
- El electroencefalograma en el hipertiroidismo (1958)
- Efecto de la nefrectomía unilateral, junto a la ligadura del uréter del otro riñón, sobre las proteínas del plasma (1960)
- La presencia en el suero de inactivadores de la catepsina (1963)
- La conducta de los mucopolisacáridos ácidos en la diabetes (1966)
- Comportamiento de los ácidos grasos libres en el coma diabético (1968)
- The action of cyclophosphamide aerosol upon serum immunoglobulins upon bronquial mucus in chronic bronquial pneumopathy (1975).

Además realizó profundas reflexiones sobre los aspectos más candentes de la actualidad médica destacando algunas de sus publicaciones como Puede un enfermo correctamente diagnosticado ser un "enfermo-problema" (1963), La enfermedad subclínica (1969) y Reflexiones sobre la medicina actual (1969).

## Cargos y honores
- Presidente de Honor de la Asociación Española de Hepatología
- Presidente de la Academia Médico-Quirúrgica Española y de la Comisión Nacional Asesora de Aparato Digestivo.
- Miembro del Consejo Nacional de Educación.
- Académico de la Real Academia de Medicina de Cádiz, de la Real Academia Hispano-Americana de Ciencias y Artes, Académico Correspondiente de la Real Academia de Medicina de Barcelona y Sevilla
- Miembro de Honor del Instituto Canario de Medicina Regional
- Fellow Concilli Scientiarum del Colegio Internacional de Angiología.

En 1968 ingresó como Académico de Número en la Real Academia Nacional de Medicina con el discurso La cirrosis posthepatitis. Sus hijos, Manuel y Eduardo, donaron su importante biblioteca a la Real Academia Nacional de Medicina, donde existe una sala en la biblioteca con su nombre.
Falleció en Madrid el 5 de marzo de 1976.